# 圣巴泰勒米海峡
圣巴泰勒米海峡（英語：Saint Barthélemy Channel）是中美洲加勒比地区的海峡，连接加勒比海和大西洋，分隔北面的圣马丁岛和南面的圣巴泰勒米岛。